# Пьермарини, Джузеппе
Джузеппе Пьермарини (итал. Giuseppe Piermarini; 8 июля 1734, Фолиньо — 18 февраля 1808, Фолиньо) — архитектор итальянского неоклассицизма.

## Биография
Джузеппе Пьермарини родился в Фолиньо, Умбрия, в семье Пьетро и Криспольды Убальдини. Его начальное обучение проходило в родном городе, где он изучал математику, механику и астрономию; энтузиазм, который он проявлял к учёбе, был столь силён, что в 1760 году астроном-иезуит Руджеро Джузеппе Боскович решил отправить молодого студента в Рим для прохождения регулярного курса обучения. Точным наукам, однако, он предпочитал архитектуру, основы которой запрашивал у мастеров Паоло Пози, Карло Мурены и прежде всего Луиджи Ванвителли, который в те годы участвовал в строительстве Королевского дворца в Казерте.
После завершения учебы Пьермарини вернулся на родину, в Фолиньо, занимаясь проектированием небольших зданий и деревенских церквей, но был вызван Ванвителли в Казерту для помощи в разработке строительных чертежей.
В 1769 году Пьермарини отправился в Милан вслед за Ванвителли, вызванным графом Фирмианом для восстановления королевского Палаццо Реале. Проект Ванвителли, однако, не понравился венскому двору, и поэтому он оставил все задачи юному ученику. Пьермарини вмешался в проект Королевского дворца, придав ему неоклассический облик. Эта работа принесла ему успех, настолько, что в 1770 году он получил назначение на должность императорского королевского архитектора и инспектора строений всей Ломбардии, которым он окончательно посвятил его социальное утверждение.
В 1771 году он конкурировал с Антонио Галли да Бибьена в разработке проекта здания Литературной академии «Белль Леттере», или Академии Виргилиана в Мантуе (Accademia Nazionale Virgiliana di Scienze Lettere ed Arti). Контракт выиграл Пьермарини, сумевший с достоинством выдержать направленную в его адрес резкую критику. Дворец возводили между 1773 и 1775 годами
В 1771 году канцлер Венцель Антон фон Кауниц-Ритберг поручил Пьермарини восстановление здания Падуанского университета. Между 1771 и 1782 годами Пьермарини проектировал фасад центрального корпуса университета, внутренние дворы и большой зал, позже названный залом Фосколиана (aula Foscoliana). В 1776 году директор Ботанического сада Джованни Антонио Скополи поручил ему проект теплиц сада (затем частично измененный в XIX веке Луиджи Каноникой.
Между 1777 и 1780 годами по поручению эрцгерцога Фердинанда Габсбургского Пьермарини участвовал в строительстве королевской виллы в Монце (Ломбардия). Пьермарини, сумевший примирить неоклассическую рациональность с культурными и функциональными потребностями пригородной реальности, спроектировал здание, которое хорошо иллюстрирует его способности, уроки Ванвителли, полученные на строительстве Казерты, особенно в отношении садов и водных объектов, обустройства аллей и фонтанов. Неудивительно, что Пьермарини построил множество других вилл: Вилла Кузани в Дезио (сегодня Вилла Титтони), Вилла Д’Адда в Кассано д’Адда, Вилла Принетти (ныне Амман) и вилла Перего в Кремнаго (1782).
Джузеппе Пьермарини спроектировал большое количество дворцов в Милане: помимо Королевского Палаццо — Палаццо Греппи (1772—1778), дворцы Каснеди, Меллерио и Мориджа (1775), фасад Театра Бибиены (Teatro Bibiena), портал дворца Брера (1780), Палаццо дель Монте-ди-Пьета (1782—1783). Особенно известно Палаццо Бельджойозо (1772—1781). Он также был активен в области городского планирования, проектируя по инициативе эрцгерцога Фердинанда I.
В 1776—1778 годах Пьермарини работал над проектом Миланского оперного театра «Ла Скала», который стал самым известным творением архитектора. Здание театра горячо хвалили Пьетро Верри, Уго Фосколо и, в частности, Стендаль, который считал Ла Скалу «самым красивым театром в мире, тем, который доставляет максимальное музыкальное наслаждение. Невозможно представить себе что-либо большее, более торжественное и новое». За Ла Скалой последовало строительство миланского театра Канноббиана (позднее снесённого), театра Мантуи (1782—1783) и театра Монцы.
Пьермарини был приглашён во вновь созданную Академию изобразительного искусства Брера в Милане, где занял место профессора кафедры архитектуры. В числе его учеников был Луиджи Каноника.
В 1778 году архитектор построил «Новую галерею» итал. Galleria Nuova) в Мантуе — коридор, соединяющий Палаццо дель Капитанио с апартаментами герцога в Палаццо Дукале
В 1779 году Пьермарини был официально назван королевским архитектором: должность, которую он занимал в течение нескольких лет. В 1798 году Пьермарини вернулся в родной город Фолиньо, где участвовал в других строительных проектах.
Архитектор скончался 18 февраля 1808 года в Фолиньо. Он оказал большое влияние на творчество архитекторов-неоклассицистов Леопольда Поллака и Луиджи Руска.

## Галерея

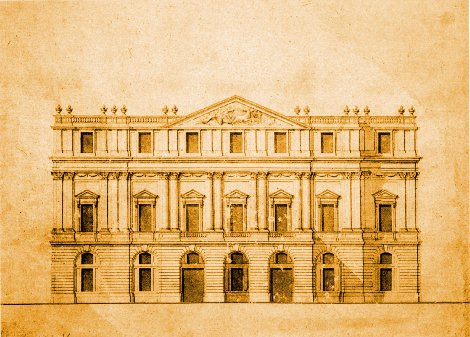
Театр Ла Скала в Милане. Проект главного фасада. 1779
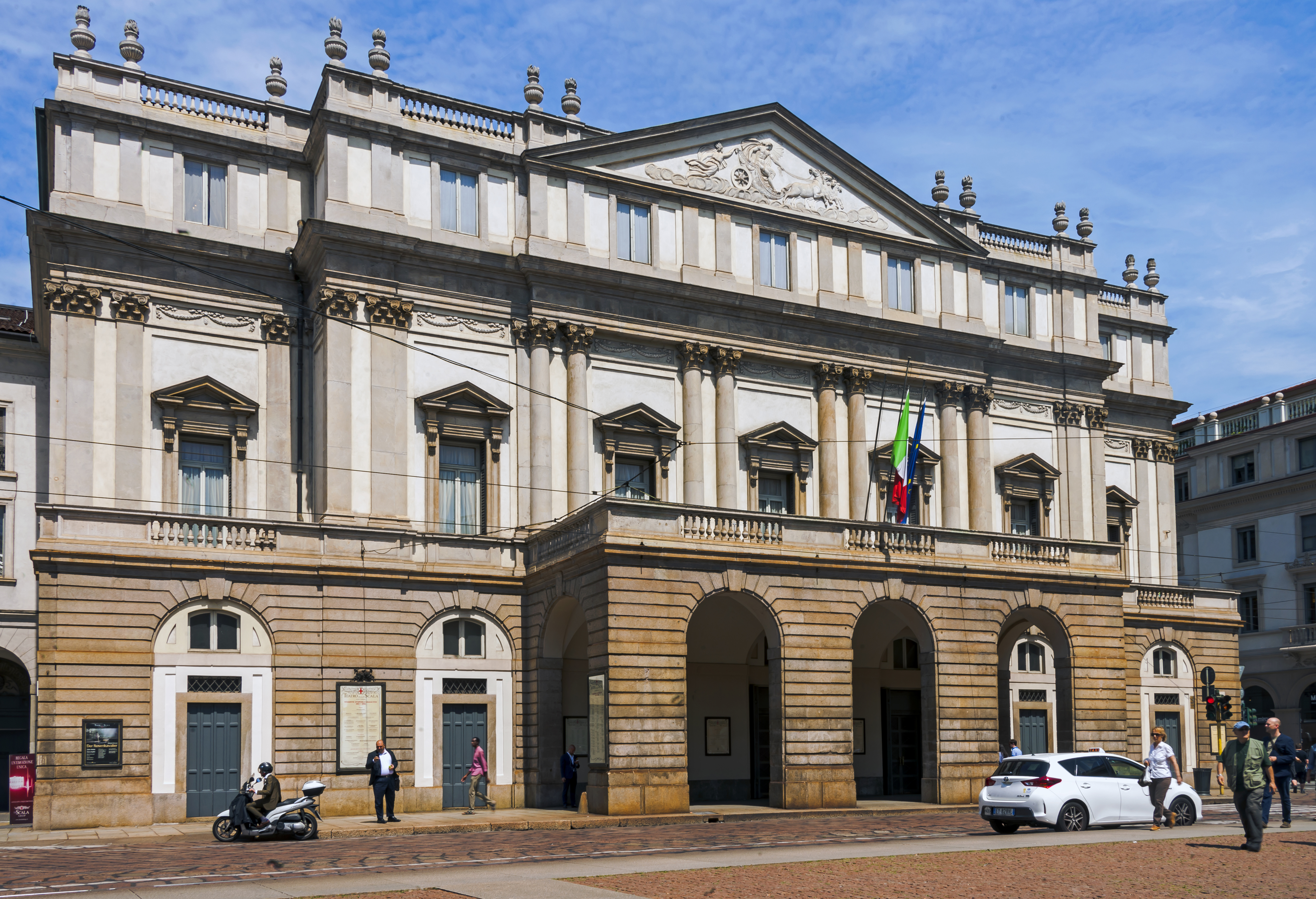
Театр Ла Скала. Милан. 1776—1778
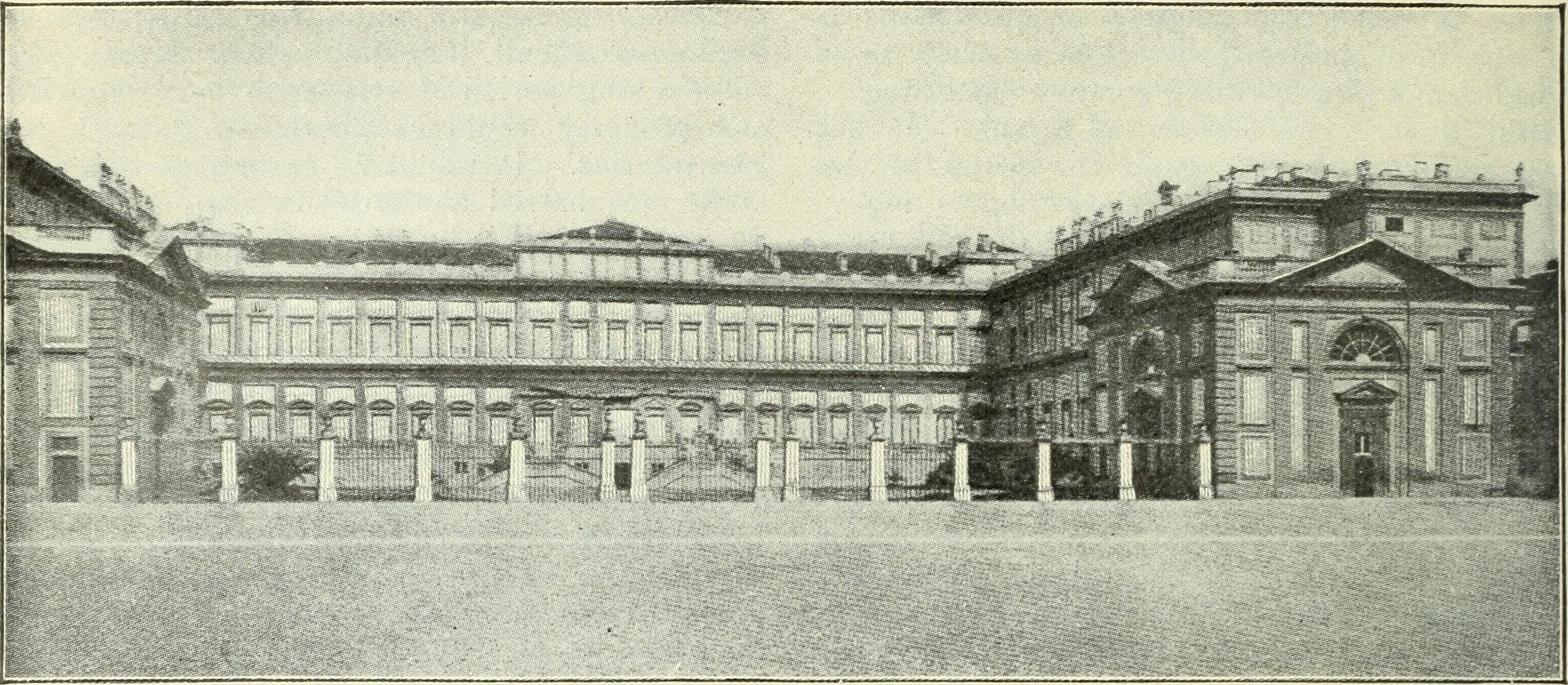
Королевская вилла в Монце. Фотография 1890 года
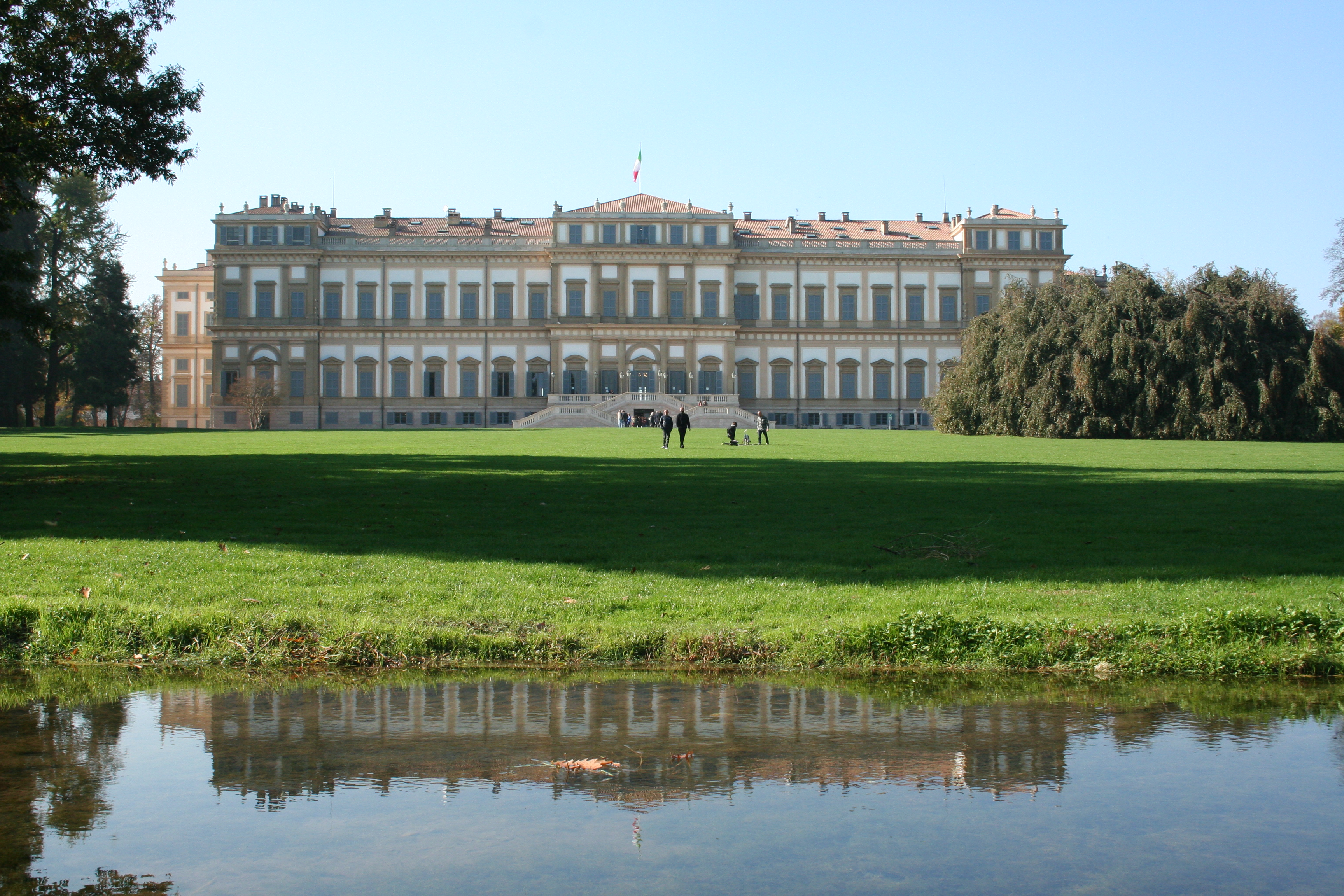
Вилла в Монце. Парковый фасад. 1777—1780
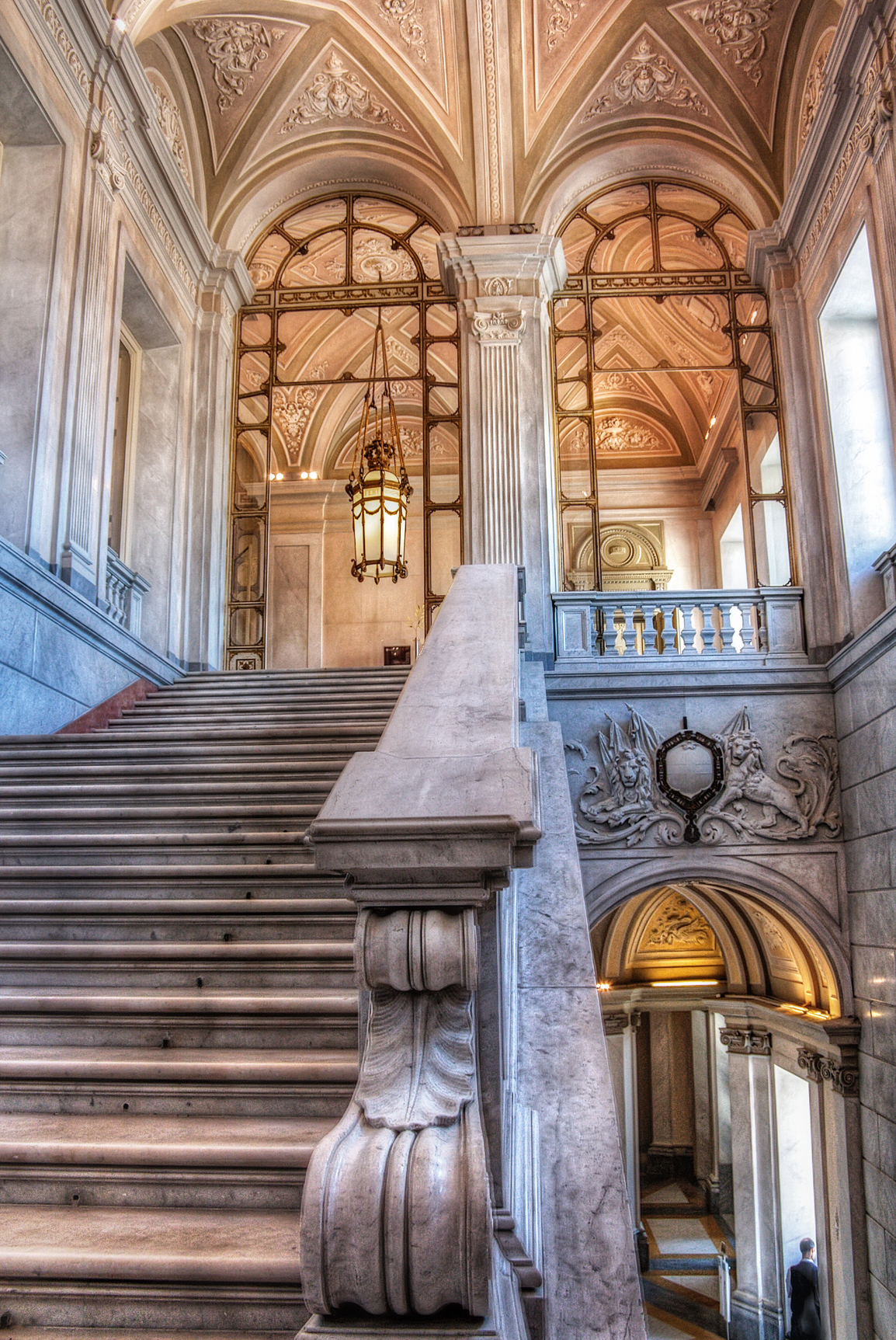
Вилла в Монце. Парадная лестница
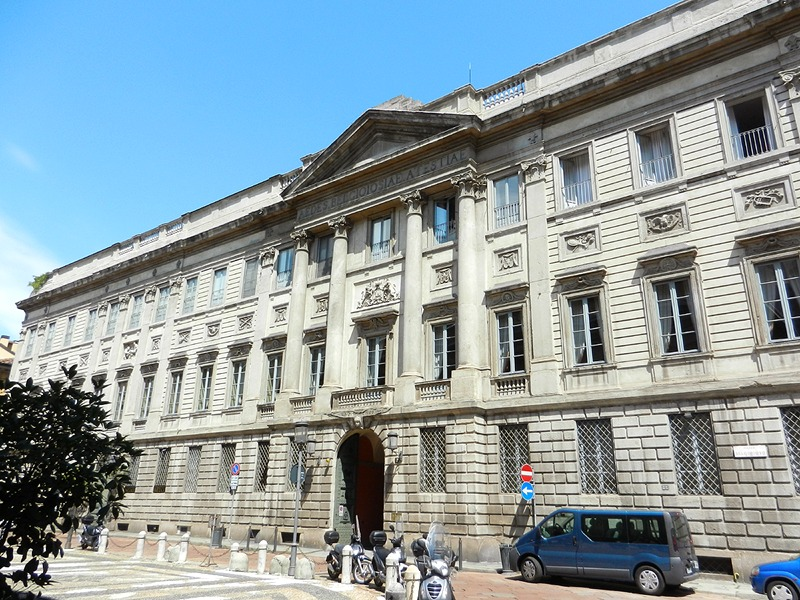
Палаццо Бельджойозо в Милане. Главный фасад. 1772—1781
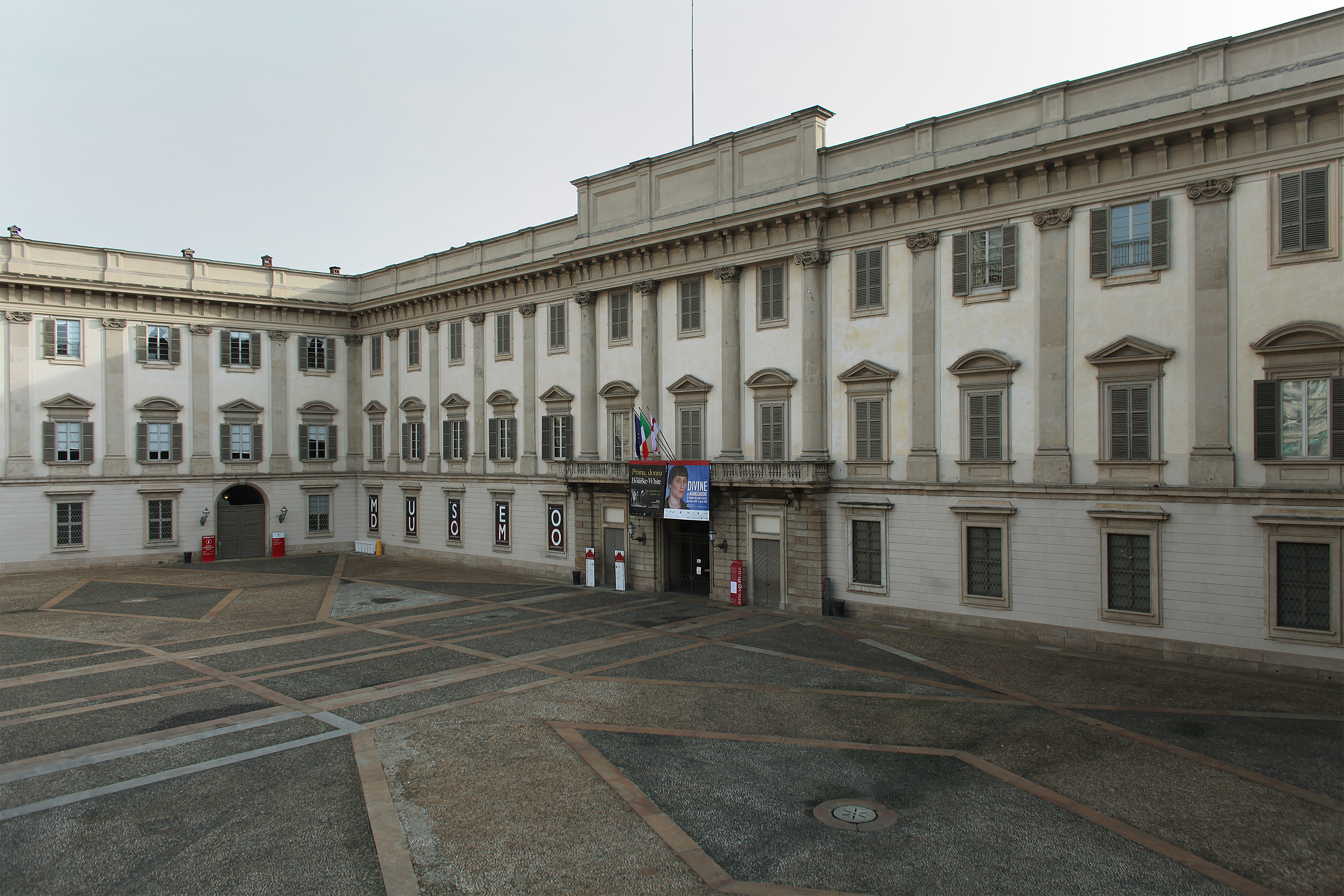
Палаццо Реале. Милан. 1769—1773